# Antonio da Lonate

Antonio da Lonate ou Antonio Bodio (Lonate Pozzolo, 1456 ou 1457 – Milan, après 1541) est un architecte italien disciple de Bramante.

## Biographie
Un document récemment issu des archives notariales montre que le 7 août 1495 Antonio Bodio était à Milan pour travailler au Palazzo del Carmagnola, propriété du duc Ludovic Sforza, comme magister a muro (maître-maçon).
il a habité dans la paroisse Santa Maria della Porta et est attesté résident en 1503.

## Œuvres
- Église paroissiale de Lonate Pozzolo (1508)
- Sanctuaire Santa Maria di Piazza à Busto Arsizio (1517)
- Église San Magno a Legnano et la paroissiale de Castelleone
- Ébauche pour le dôme de Vigevano, dédié à Sant'Ambrogio ; commencé par le duc François II Sforza en 1532 et achevé seulement en 1606.

## Sources
- (it) Cet article est partiellement ou en totalité issu de l’article de Wikipédia en italien intitulé « Antonio da Lonate » (voir la liste des auteurs).